# لويغي لاي
لويغي لاي (بالإيطالية: Luigi Lai)‏ هو موسيقي إيطالي، ولد في 25 يوليو 1932 في سان فيتو في إيطاليا.